# Hille (België)
Hille of de Hille is een gehucht van het Belgische dorp Zwevezele in de gemeente Wingene. Het gehucht ligt ruim anderhalve kilometer ten noordoosten van het centrum van Zwevezele, waar het mee vergroeid raakt.

## Geschiedenis
De naam "Hille" is afkomstig van het Germaanse hulja of heuvel. Op de 16de-eeuwse kaart van het Brugse Vrije van Pieter Pourbus staat de plaats al aangeduid als "zweve zeele ten hille", met iets ten noorden een galg.
De plaats lag langs de weg tussen de steden Brugge en Kortrijk, waarlangs verschillende herbergen en afspanning ontstonden. In het landboek van 1692 toont de weg nog een kronkelend tracé, maar in het midden van de 18e eeuw liet de regering van de Oostenrijkse Nederlanden de weg rechttrekken en verharden. Deze weg, de huidige N50, staat ook zo met bomen afgezoomd op de Ferrariskaart uit de jaren 1770 weergegeven. Deze kaart toont ook het landelijk gehucht als Den Hille, met verspreide bebouwing.
Ook de Atlas der Buurtwegen van rond 1843 toont het gehucht met langs de steenweg een verspreide bebouwing, die ondertussen al was toegenomen. Op deze kaart zijn ook twee windmolens in het gehucht weergegeven. Hille groeide in de tweede helft van de 19de eeuw verder uit. In 1867 werd hier de zogenaamde Mariaschool gebouwd. Door de goede ligging langs de steenweg kwamen in de Hille verschillende Zwevezeelse handelaars wonen en hier ontstond enige nijverheid. Op de Hille werd tot de Eerste Wereldoorlog elke week een vlasmarkt gehouden. Hier waren ook enkele brouwerijen gevestigd, waarvan een in het begin van de 20ste eeuw evolueerde tot de stoomfabriek van ingelegde groenten "La Couronne".
Op het einde van de 19de eeuw werd de Hille ook ontsloten door de nieuwe tramlijnen. In 1890 liep de lijn Hooglede-Tielt langs hier en in 1896 kwam er een lijn van Brugge naar Hille. In het gehucht werd een stelplaats gebouwd.

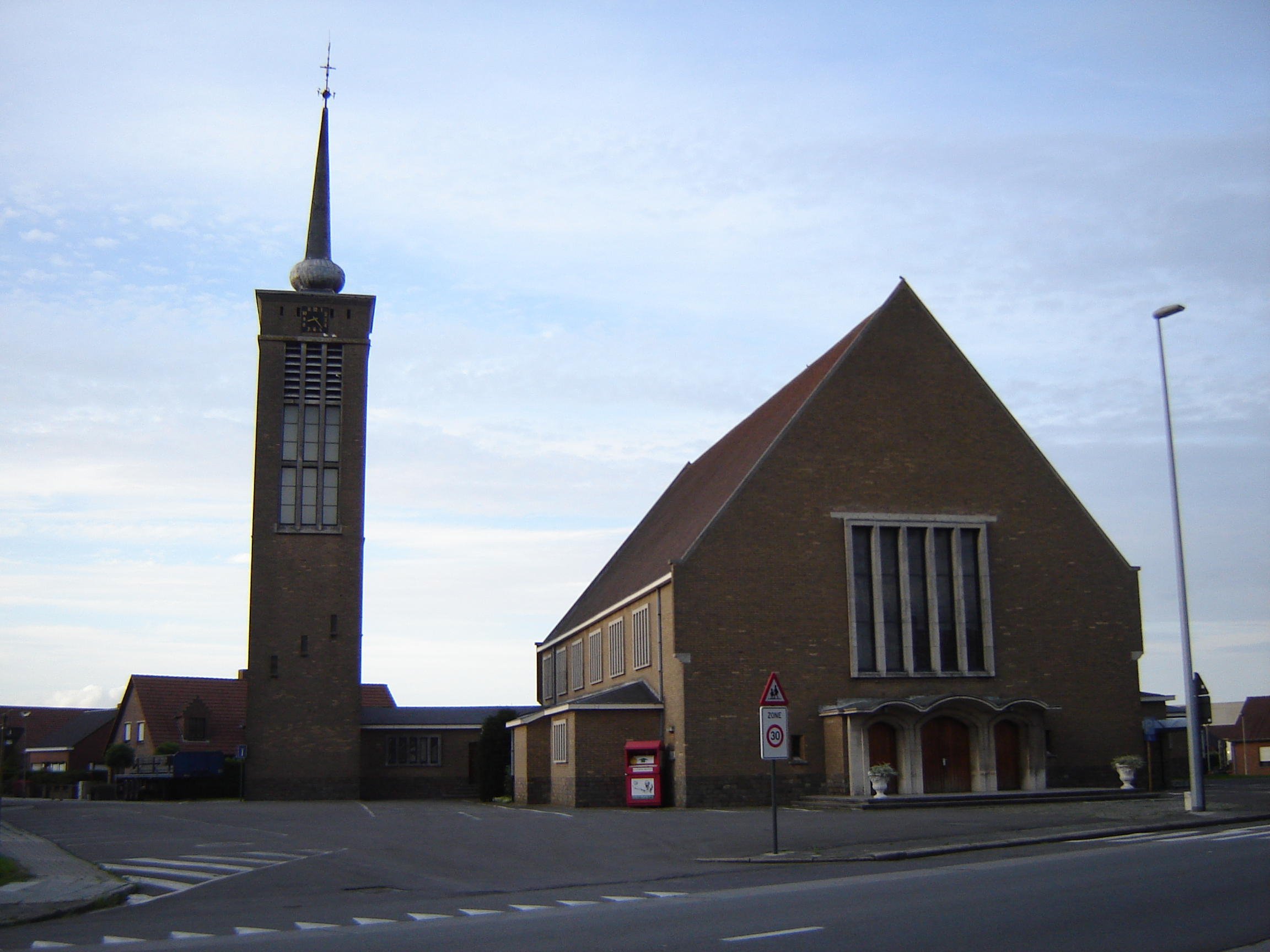
Sint-Jozefkerk

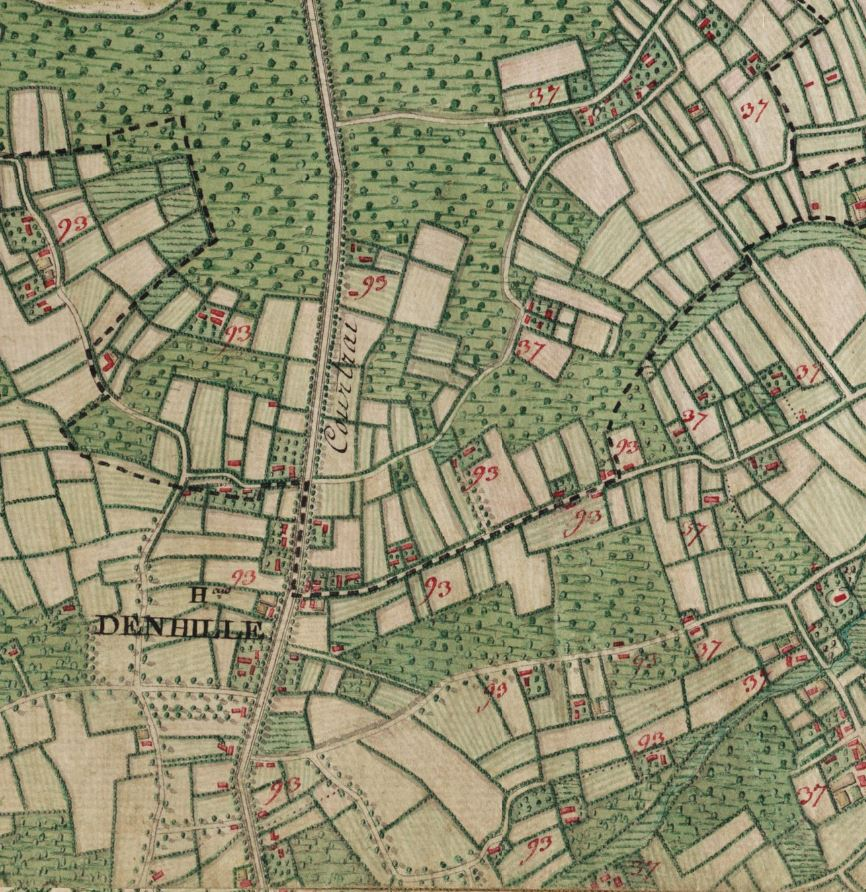
'Den Hille' op de Ferrariskaart, 1771-1779

In 1898 pleitte de pastoor van Zwevezele al voor de oprichting van een nieuwe parochie op de Hille en ook in 1938 was er hierover briefwisseling tussen de pastoor en het bisdom. Het duurde uiteindelijk tot 1953 eer het gehucht als kapelanie werd erkend en tot 1956 eer het toch een afzonderlijke parochie werd, gewijd aan Sint-Jozef. Tot de inwijding van de nieuwgebouwde kerk in 1964 werd de oude stelplaats als noodkerk gebruikt. In 2021 werd de openbare bibliotheek van de gemeente Wingene in de kerk ondergebracht.
Het gehucht groeide in de loop van de 20ste eeuw verder uit en raakte door lintbebouwing langzaam vergroeid met het dorpscentrum van Zwevezele. In het oosten van Hille werden enkele grote bedrijventerreinen ingericht.

## Verkeer en vervoer
- Het gehucht ligt op het kruispunt van de steenweg Brugge-Kortrijk (N50)
- N370 Op datzelfde kruispunt kruist ook de weg Zwevezele-Wingene (deel van de N370).

## Nabijgelegen kernen
Zwevezele, Wingene, Ruddervoorde
Deelgemeenten: Ruiselede · Wingene · Zwevezele

Overige kernen: Doomkerke · Hille · Kruiskerke · Scheewege · Sint-Jan · Wildenburg

Belgische gemeenten · Arrondissement Tielt · West-Vlaanderen · Vlaanderen